# British Forces Broadcasting Service

Logo de La BFBS à partir de 2020

Le British Forces Broadcasting Service est créé par le War Office (actuellement Ministère de la Défense) en 1943. Il produit des programmes de radio et de télévision pour les militaires britanniques stationnés à l'étranger (en Allemagne, à Gibraltar, Chypre, aux îles Falkland, au Belize, au Brunei, en Irlande du Nord, au Canada, en Bosnie-Herzégovine, en Afghanistan, au Kosovo et au Moyen-Orient) et diffuse par satellite aux navires de la Royal Navy. La station diffuse également à travers Internet.
Depuis les années 1980, le BFBS fait partie du Services Sound and Vision Corporation (SSVC), un organisme également responsable du British Defence Film Library, de SSVC Cinemas et des Combined Services Entertainment. Ni BFBS Radio ni BFBS Television ne diffusent de publicité commerciale.

## Radio

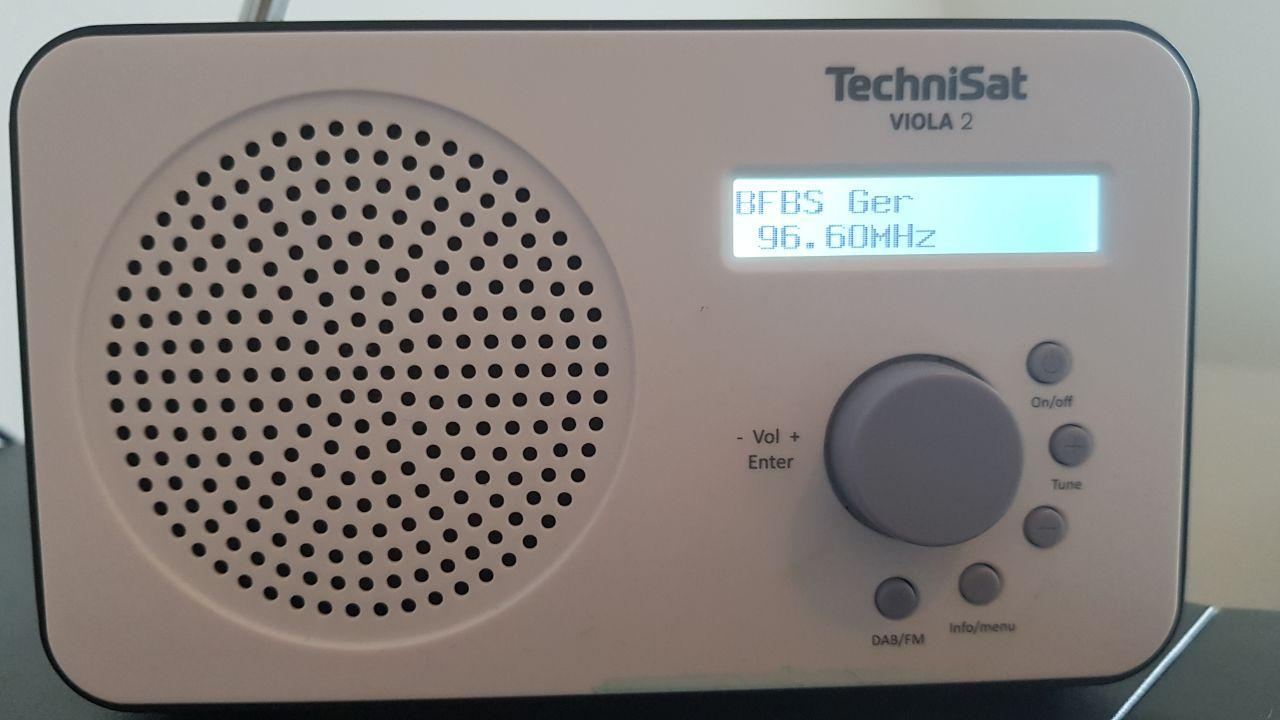
BFBS Germany

La radio émet depuis la Seconde Guerre mondiale. BFBS Radio diffuse sur la FM et sur d’autres fréquences. Il existe actuellement trois services radiophoniques: 
- BFBS the Forces Station – Musique contemporaine et radio locale (selon le lieu).
- BFBS Radio 2 – Musique populaire, nouvelles et sport.
- BFBS Radio Gurkha – programme pour les Gurkhas.

BFBS the Forces Station émet pour le personnel militaire et les familles de militaires à travers le monde avec des studios et des équipes au Belize, en Belgique, en Bosnie-Herzégovine, au Brunei, au Canada, à Chypre, en Allemagne, à Gibraltar, aux îles Falkland, au Kosovo, en Irak, aux Pays-Bas et en Irlande du Nord. De plus la radio est audible pour les troupes basées en Afghanistan, en Oman, dans l’île de l’Ascension et à bord des bateaux de la Royal Navy grâce au satellite. La station diffuse également sur Internet et Sky Digital.
Plusieurs des programmes de BFBS Radio 2 proviennent de BBC Radio 4 et de BBC Radio Five Live. La station possède un canal émettant en Gurkhali pour les Gurkhas qui sont militaires.
Satellites : Eutelsat 28A (1 radio BFBS), Eutelsat 10A (21 radios BFBS).

## Télévision
BFBS Television commence à émettre en Allemagne en 1975, utilisant alors des programmes de la BBC et de ITV, mais diffuse actuellement en direct grâce au satellite. Des cassettes vidéo sont encore envoyées aux forces servant dans les régions les plus éloignées. Il existe également un service appelé BFBS Navy TV qui diffuse une version raccourcie de la chaîne à la Royal Navy par un satellite militaire. 
La plupart des programmes proviennent de la BBC, de ITV et de Channel 4, ainsi que des nouvelles de BBC News 24, Sky News, ITN, et des émissions sportives de BBC Sport et Sky Sports. BFBS dispose également de ses propres programmes tels que le magazine BFBS Reports, ou l’émission Hung, Drawn and Quartered.
BFBS Television est cryptée dans certaines régions pour des raisons de copyright car elle est destinée uniquement aux militaires et à leurs familles. Jusqu’en 1997 elle était largement disponible à Chypre, mais son signal est crypté ou restreint aux bases d’Akrotiri et de Hekelia en tant que diffuseur local. Les civils habitant les îles Falkland peuvent la regarder, car c’est le seul programme télévisé local. Depuis 2001 il y a deux chaînes de télévision de BFBS :
- BFBS Extra – Divertissement, nouvelles, documentaires (pour une audience large).
- BFBS Sport - Sport
- Forces TV

Depuis 2005 BFBS a aussi distribué les réseaux commerciaux que sont ITV, Sky News, Sky Sports Main Event UK, Sky Cinema UK et BT Sport 1dans certaines régions.
Satellites : Eutelsat 10A (6 chaînes TV), NSS 12 (4 chaînes TV), SES-6 (3 chaînes TV).